# Russ Leatherman
Russ Leatherman (nascido em 14 de fevereiro de 1962) é co-fundador do Moviefone, um popular guia de filmes. Conhecida por sua saudação de marca registrada, "Hellooo and welcome to Moviefone!", A saudação foi parodiada em centenas de programas, incluindo The Simpsons, Saturday Night Live, Late Night com Conan O'Brien, 2005 Academy Awards, I Love the 90s, VH1, Fair Game, e foi o tema de um famoso episódio de Seinfeld.
Como crítico de cinema, as críticas de Leatherman são vistas na CNN, CNN Headline News, ABC-TV, The Early Show da CBS, Fox News, MSNBC, NPR, o programa matinal nacionalmente The Daily Buzz, e ouvidas em várias estações de rádio em todo o país, incluindo o Z100 em Nova York, o KRTH-FM em Los Angeles e a Westwood One, USA Radio Network, ABC Radio Network e (toda sexta-feira durante Elvis Duran and The Morning Show) Premiere Networks.
Leatherman apareceu em talk shows nacionais, como o Late Show com David Letterman, Oprah Winfrey Show, Ellen DeGeneres Show, Opie and Anthony, The Howard Stern Show, Elvis Duran and the Morning Show, The Caroline Rhea Show e muitos outros. Ele também foi apresentado nas páginas da Time Magazine, People, Entertainment Weekly, Life, Vanity Fair e The New York Times. Leatherman também aparece regularmente com Jonathon Brandmeier no Brandmeier Show em Westwood One.
Leatherman co-fundou a empresa Moviefone em 1989 e tem sido a voz do personagem "Mr. Moviefone" desde o início. Leatherman é um ex-aluno da Universidade de Idaho e DJ (onde se formou em Televisão e Rádio).
O Moviefone foi comprado pela AOL em 1999.

Leatherman também é conhecido como "The Movie Man" e faz reportagens sobre os próximos filmes todos os fins de semana, chamados "Six Second Reviews", que são vistos em vários noticiários locais nos Estados Unidos.